# 中國基督教播道會恩福堂

中國基督教播道會恩福堂標誌

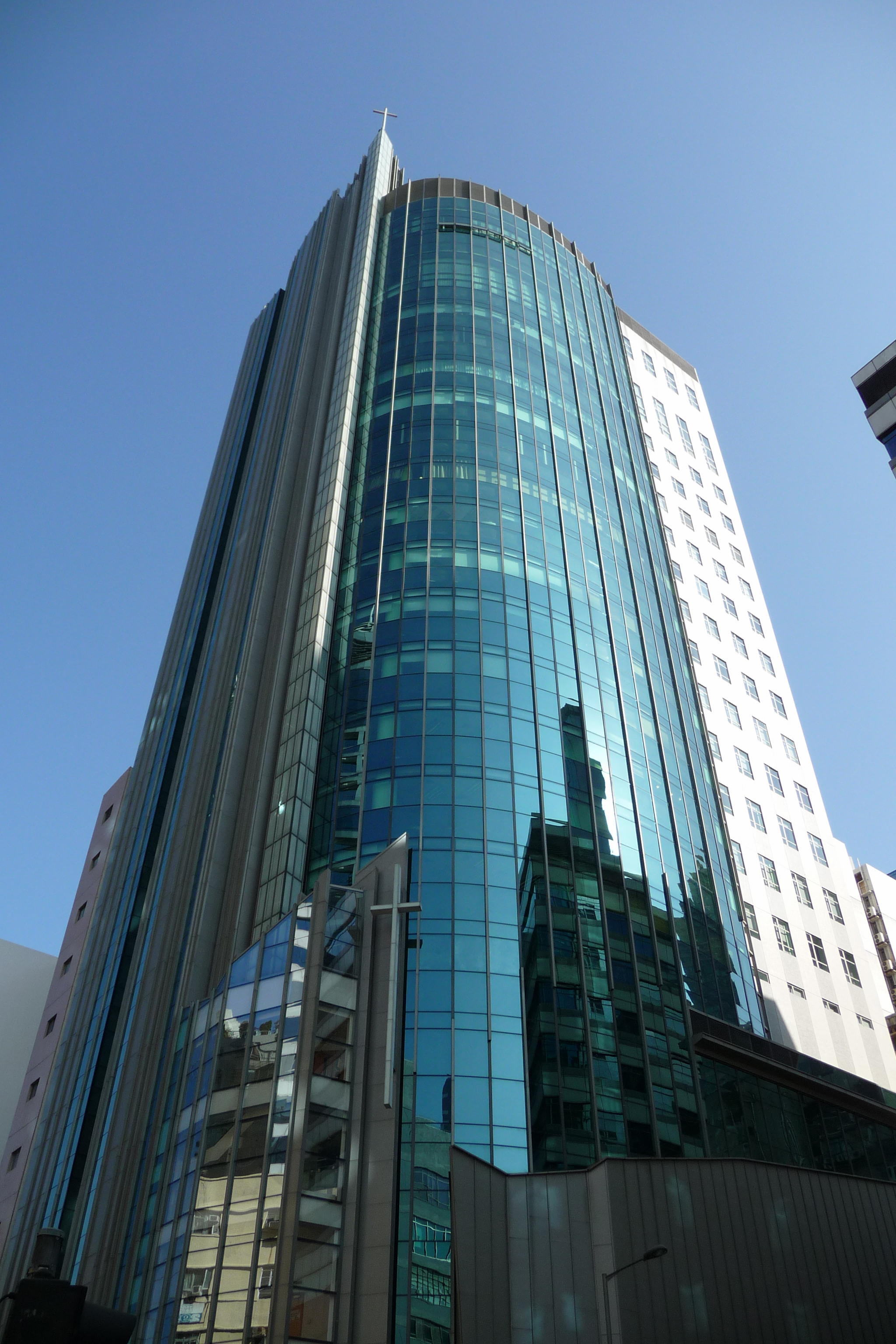
中國基督教播道會恩福堂，位于長沙灣恩福中心。

中國基督教播道會恩福堂（簡稱：恩福堂或恩福，英文：Evangelical Free Church of China - Yan Fook Church，EFCC Yan Fook Church），於1987年9月成立，是香港著名基督教教會，隸屬中國基督教播道會。 
堂址位於香港九龍長沙灣長沙灣道789號恩福中心，是香港規模最大的基督教會堂之一。1984年，參加的信徒大約100人；2004年，崇拜人數已超過5,000人；2008年尾，崇拜人數增長至10,000人以上。

## 歷史
恩福堂原是中國基督教播道會窩打老道山福音堂的一個分堂。早於1984年10月，窩打老道山福音堂為了解決當時擁擠的崇拜情況，其中為數約一百名的會眾遷往位於香港九龍塘方方小學的校舍舉行崇拜聚會。1987年9月，恩福堂正式成立。從1987年到2004年4月，恩福堂先後用過十處不同地方聚會。直到2004年5月，搬入位於長沙灣的自建物業「恩福中心」聚會。恩福中心樓高20層。
麗新集團原本計劃於恩福中心現址興建長沙灣廣場三期，但於經濟低迷下告吹，結果於2000年將地皮出售予恩福堂。

## 基督教信仰
恩福堂根據聖經持守信仰立場包括 : 
- 聖父、聖子、聖靈三位一體的獨一真神。祂既是萬物的創造者，也是掌管宇宙的主宰。
- 神的兒子耶穌基督由聖靈藉童貞女馬利亞感孕而生，擁有完全的神人二性。
- 因為神的兒子耶穌基督被釘在十架上流血犧牲，為世人贖罪，所以使人脫離罪的權勢與刑罰。
- 死後三天，耶穌基督從死裏復活並且升天，坐在全能的父神的右邊，代信徒祈求。
- 現今作為中保及大祭司的耶穌基督是教會的元首。將來祂必定從天再度降臨並建立國度。 祂也是審判活人和死人的審判主宰。
- 聖靈在五旬節降臨，是三位一體的第三位，為要榮耀聖父和聖子。祂使罪人知罪悔改，居住在信徒心中並使信徒藉以得勝成聖。
- 新舊約66卷聖經皆為神所默示的話語，絕對真確可信，是信徒們在信仰上和行為上的最高準則。
- 全人類死後都必復活，信主的人有永生，可在天堂享永福；不信的人被定罪，必落火湖永死。
- 魔鬼乃罪惡的根源，運行在悖逆之人心內，最終必受永刑。

## 組織
除了設立執事會，恩福堂組織架構可分為多個部門 ：
- 敬拜／禱告事工：敬拜部、禱告部
- 傳道／差傳事工：傳道部、差傳部 、中國事工部、 普通話部
- 成長／造就事工：成人基督教教育部、 組長訓練部、圖書館
- 關顧／團契事工：慈惠部、輔導部、健關部 、社關部、家工部、青少部 、兒童部 、男人事工部 、康體事工部
- 部門支援／事工協調：大眾傳播部 、資訊傳播小組(IT)、禮賓部 、會友部

## 牧養模式
恩福堂同時採用團契和小組的牧養模式 。 
- 團契是以年齡和婚姻狀況劃分，目前有長青、成人、伉儷、職青、大專、中學、單親的團契、媽媽團契和已婚團契等 9個組別。
- 每個團契由許多小組所組成；而每一小組的成員是固定的。

## 恩福神學院
為了培育信徒領袖、教徒個人素質及屬靈生命，恩福堂於2001年成立恩福聖經學院，於2019年改名為「恩福神學院」。 該學院提供由證書至碩士等不同程度的神學課程，供恩福堂會友和其他教會信徒修讀。

## 爭議

### 家暴條例
播道會恩福堂牧師蘇穎智在《家暴條例》中發表過一些爭議言論，包括曾公開呼籲信徒集會抗議家暴條例的修訂，同性戀不應該得到暴力條例的保護，並指出同性同居者會引起很多社會問題。但是為什麼只是大學生與男性會因為家暴條例的修訂成為性工作者和性奴，蘇穎智卻沒有交代。

### 蘇穎智牧師被指公開推介3個建制派議員
有教徒稱蘇穎智牧師在2008年教堂崇拜聚會的講道中要求教徒支持該教會的會友、會計界候選人陳茂波和醫學界候選人何栢良，違反公平公開的選舉及政教分離精神，宗教勢力干預政治。如果屬實，有關人士即可能觸犯法例。但是當日何栢良和陳茂波都有出席教堂講道並稱蘇牧師沒要求教徒投票給他們而只為3人代為祈禱，而另一候選人梁美芬不是該會會友則表示不知情。

### 蘇穎智牧師6月10日家書希望政府暫援逃犯方案
6月10日拍短片叫政府回頭是岸，及信徒梁美芬細心考慮自己投票方向，做真正基督徒。

## 外部連結
- 官方网站